# Manuel Iglesias Corral
Manuel Iglesias Corral (La Corunya, 1 de gener de 1901 - 8 de setembre de 1989) va ser un polític, fiscal, empresari i advocat gallec, diputat a les Corts de la República i senador durant la Transició Espanyola

## Biografia
Després de viatjar a Cuba durant uns anys, va estudiar Dret a la Universitat de Valladolid i es va llicenciar en la de Santiago de Compostel·la. Durant la Segona República Espanyola era membre de l'Organització Republicana Galega Autònoma (ORGA), amb la qual va ser escollit regidor, i després alcalde de La Corunya, després de les eleccions municipals de 1931. Després va ser diputat a Corts en les eleccions generals de 1933. En aquest període, i com a jurista, va ser Fiscal General de la República Espanyola, Fiscal Cap del Tribunal Suprem i del Tribunal de Garanties Constitucionals.
En esclatar la Guerra Civil i ocupada Galícia pel exèrcit revoltat, va tractar de ser advocat defensor de diversos acusats en els consells de guerra sumaríssims, però diferents amenaces i registres al seu domicili el van fer desistir. En finalitzar el conflicte el Tribunal de Responsabilitats Polítiques li va imposar una forta multa, si bé va poder evitar altres represàlies majors gràcies a la seva amistat amb un militar del servei jurídic.
Va poder dedicar-se a l'activitat privada, prestant els seus serveis com a advocat en la Càmera Oficial de Comerç, Indústria i Navegació de La Corunya. Dins de l'activitat empresarial, va ser Secretari General de la Indústria Balenera Espanyola, S. A, President de Frigorífics del Nord-oest, S. a., conseller del Banc del Nord-Oest i Secretari del Consell d'Administració de La Voz de Galicia. Com a jurista va ser degà del Col·legi d'Advocats, president de l'Acadèmia Gallega de Jurisprudència i Legislació, president de la Comissió del Consell General de l'Advocacia Espanyola per a la Unió d'Advocats Hispanoamericans i membre de la Comissió General de Codificació, a més de ser-ho de nombroses institucions públiques de l'àmbit jurídic espanyoles, portugueses i franceses.
A les eleccions generals espanyoles de 1977 fou escollit senador per la província de la Corunya dins de la Candidatura Democràtica Gallega, però al Senat d'Espanya es va integrar en el grup d'UCD. A les eleccions generals espanyoles de 1979 fou escollit novament senador per UCD. En desintegrar-se UCD es va passar a Aliança Popular (després Partit Popular), amb la qual fou elegit diputat a les eleccions al Parlament de Galícia de 1981 i 1985. Després de les eleccions generals espanyoles de 1986 fou designat senador per la comunitat autònoma, càrrec que ocupà fins a la seva mort.